# Tambun
Tambun est une ville de Malaisie, dans le district de Kinta dans l'État de Perak.
Un parc aquatique y est situé: The Lost World of Tambun.

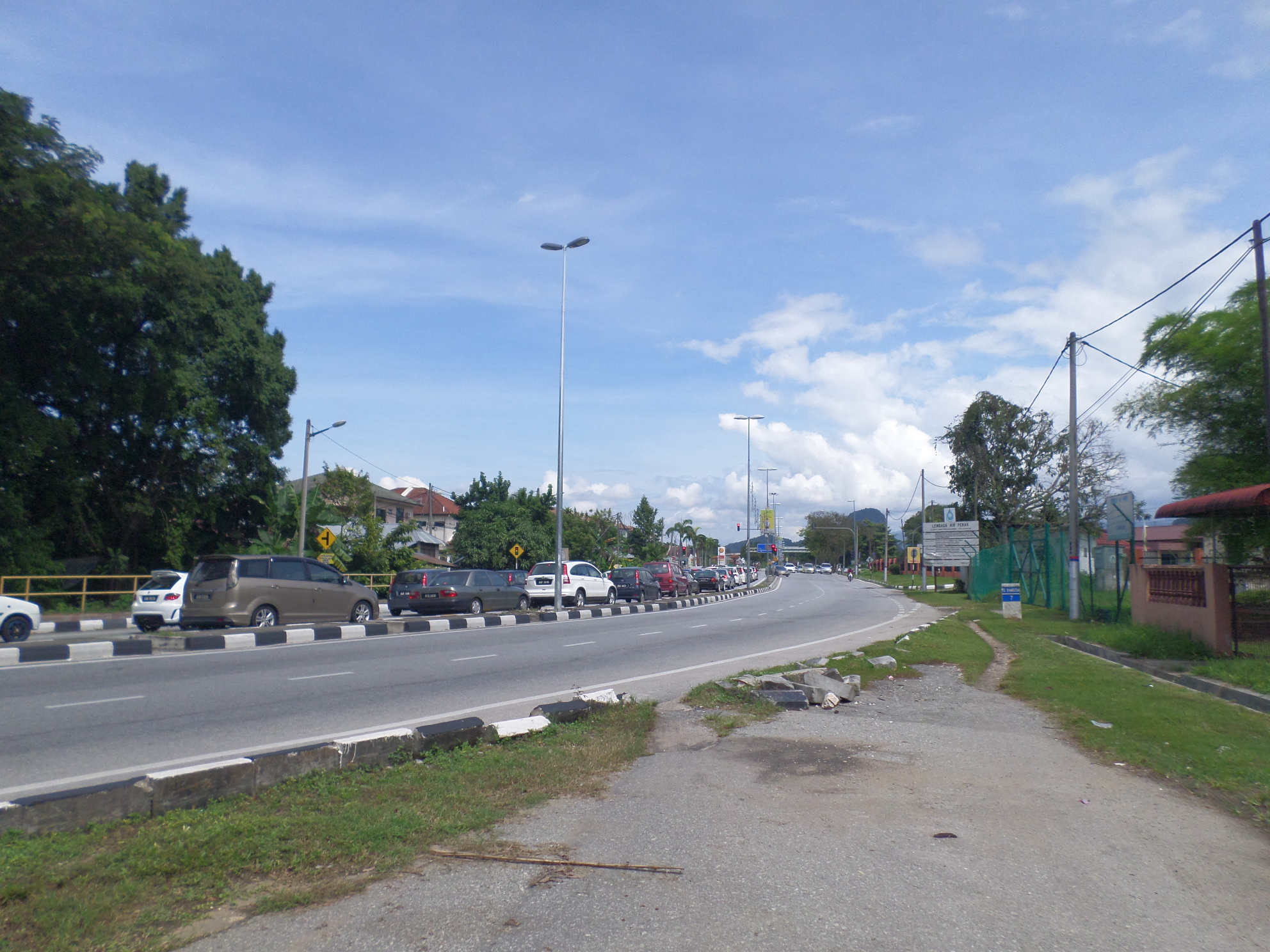
Tambun

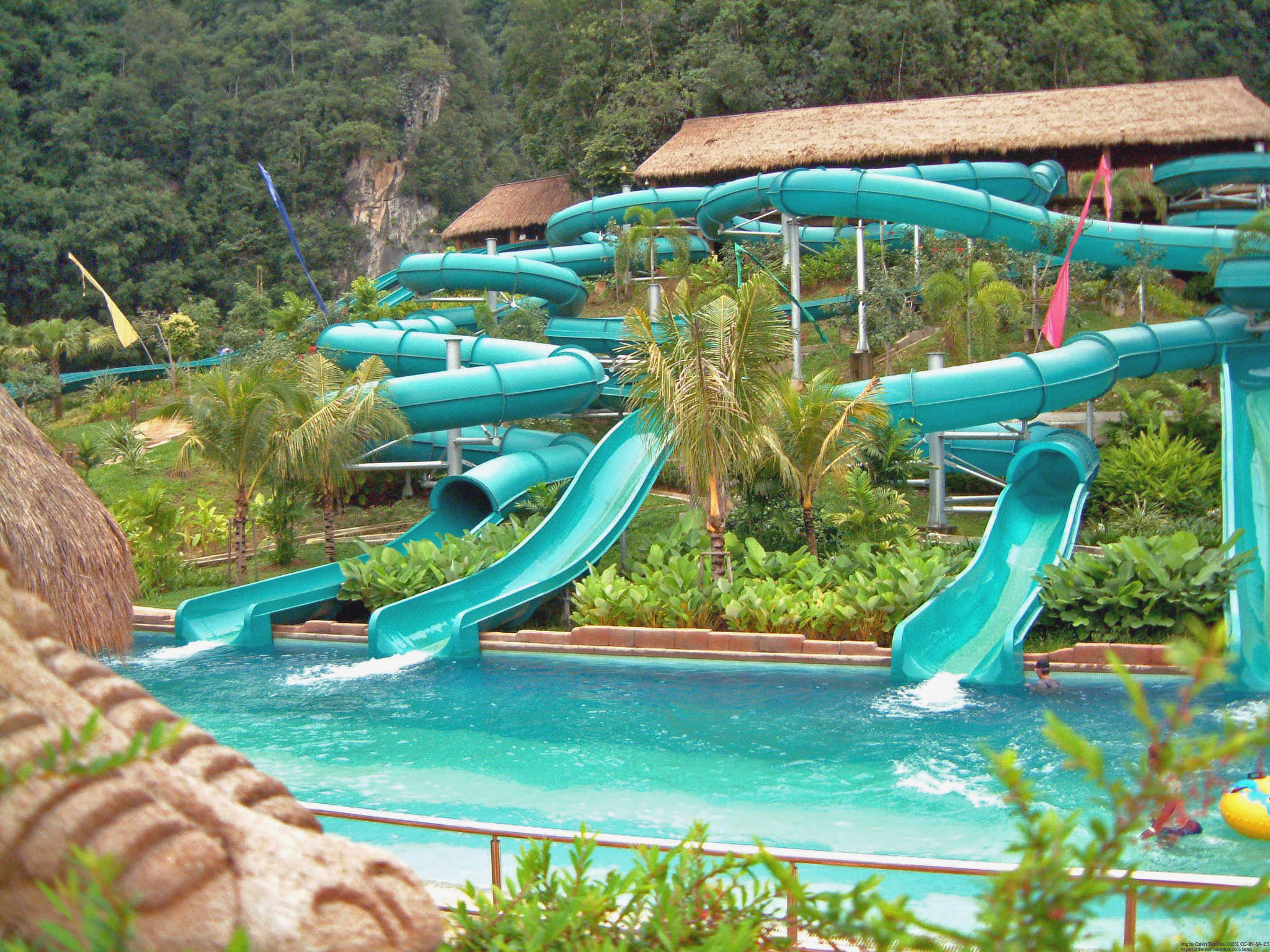
Lost World of Tambun